# Electric Light Orchestra II
Electric Light Orchestra II або ELO 2 — другий музичний альбом гурту Electric Light Orchestra виданий у 1973 році, в США.

## Список пісень
Всі пісні написав Джефф Лінн.
1. «In Old England Town» («Boogie No #2») — 6:56;
2. «Momma» («Mama») — 7:03;
3. «Roll Over Beethoven» (кавер Чака Беррі) — 8:10, 7:03 (UK edition);
4. «From the Sun to the World» («Boogie No #1») — 8:20;
5. «Kuiama» — 11:19.

## Позиції в хіт-парадах
- США: позиція 53 Cashbox;
- Канада: позиція 17 в хіт-параді альбомів RPM.